# Carl Florian Goetz
Georg Carl Florian Goetz (* 4. Juli 1763 in Ottweiler; † 23. Juni 1829 in Wiesbaden) war ein deutscher Architekt, Stadtplaner und Baubeamter. Er war der Vater des Architekten Theodor Goetz.

## Leben
Seine Ausbildung erhielt er möglicherweise bei Friedrich Joachim Stengel in Saarbrücken. Ab 1789 war er als Bauinspektor bei der nassauischen Bauverwaltung in Wiesbaden beschäftigt und wurde 1803 zum Baudirektor ernannt.
1804 wurde Goetz mit der Planung einer Stadterweiterung betraut und bekam 1805 nach zahlreichen Bittgesuchen mit Christian Zais einen Mitarbeiter. Den Generalplan über die Vergrößerung und Verschönerung der Stadt legte er 1806 vor. Ausgehend von der Neuanlage der Friedrichsstraße zeigte der Plan auch eine rechtwinklig dazu verlaufende Alleestraße, die spätere Wilhelmstraße.
Für das gerade zum Herzogtum erhobene Nassau plante Goetz zusammen mit Zais den Ausbau Wiesbadens zu einer modernen Kur- und Residenzstadt. Das von Zais weiterentwickelte und 1818 vorgelegte Konzept der vollständigen Umbauung des im Kern noch mittelalterlichen Wiesbadens bildete die Grundlage für die Erweiterung der Stadt und wird heute als Historisches Fünfeck bezeichnet.
Beide betreuten auch den Rückbau der säkularisierten Klöster im Rheingau. Teile der Ausstattung von Kloster Eberbach verwendete Goetz z. B. für die Ausgestaltung der Mosburg und der evangelischen Kirche in Wehen.
1817 wurde Goetz zum Landesbaumeister ernannt.

## Bauten und Entwürfe
- 1805–1812: künstliche Ruine Mosburg im Biebricher Schlosspark
- 1810–1812: Evangelische Kirche in (Taunusstein-)Wehen
- 1812: Komödienhaus im Schützenhof in Wiesbaden
- 1816–1819: herzoglich nassauische Infanterie-Kaserne an der Schwalbacher Straße in Wiesbaden
- 1823–1825: Teilneubau der römisch-katholischen Pfarrkirche St. Dionysius in Sindlingen bei Frankfurt

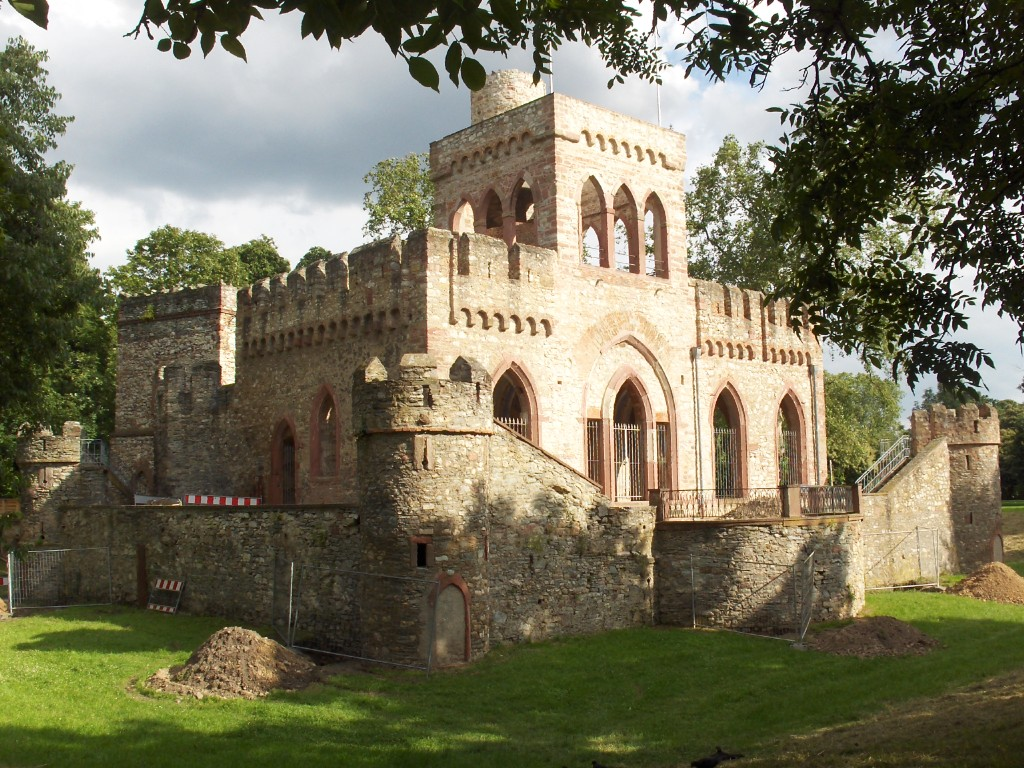
Mosburg im Biebricher Schlosspark
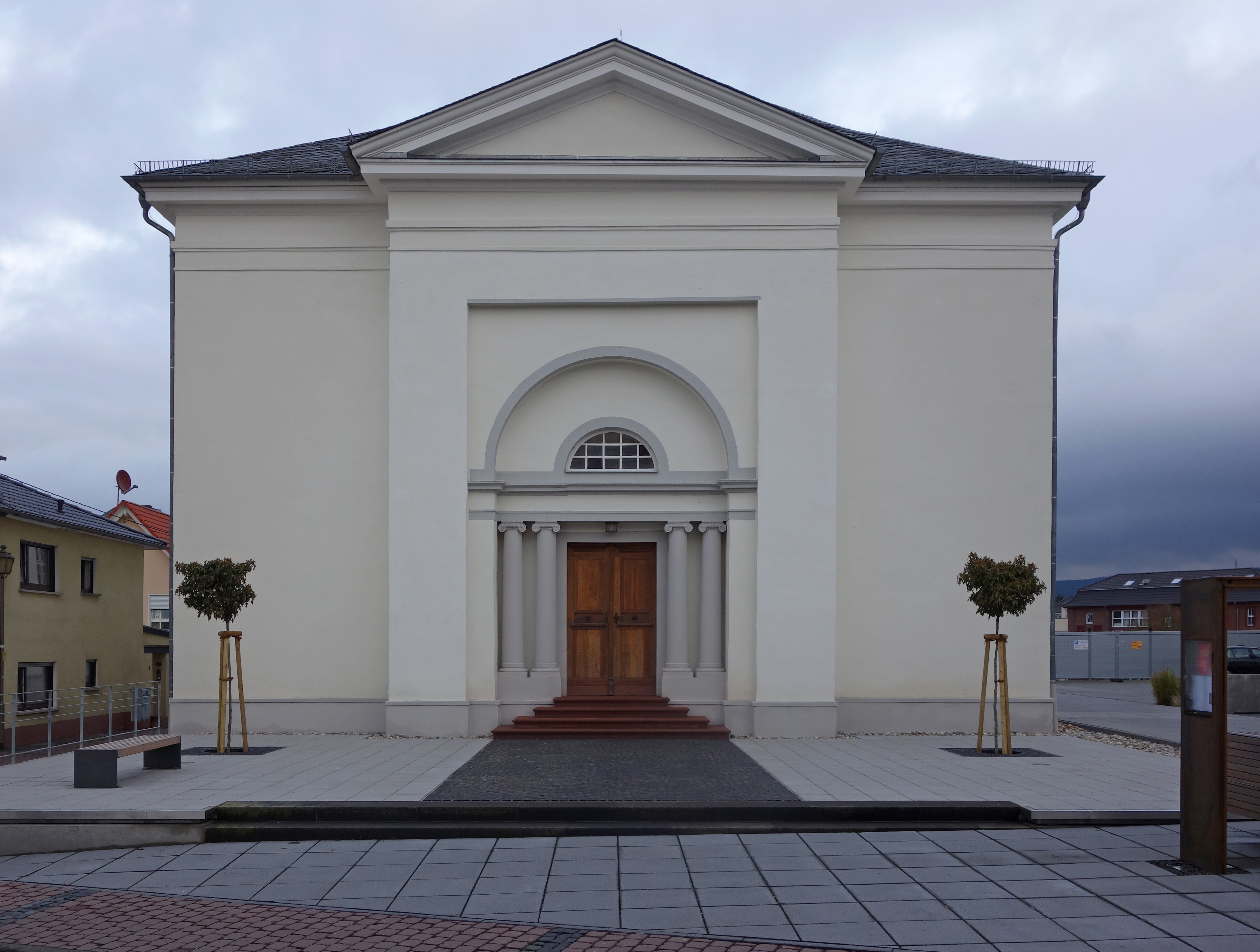
Evangelische Pfarrkirche in Wehen
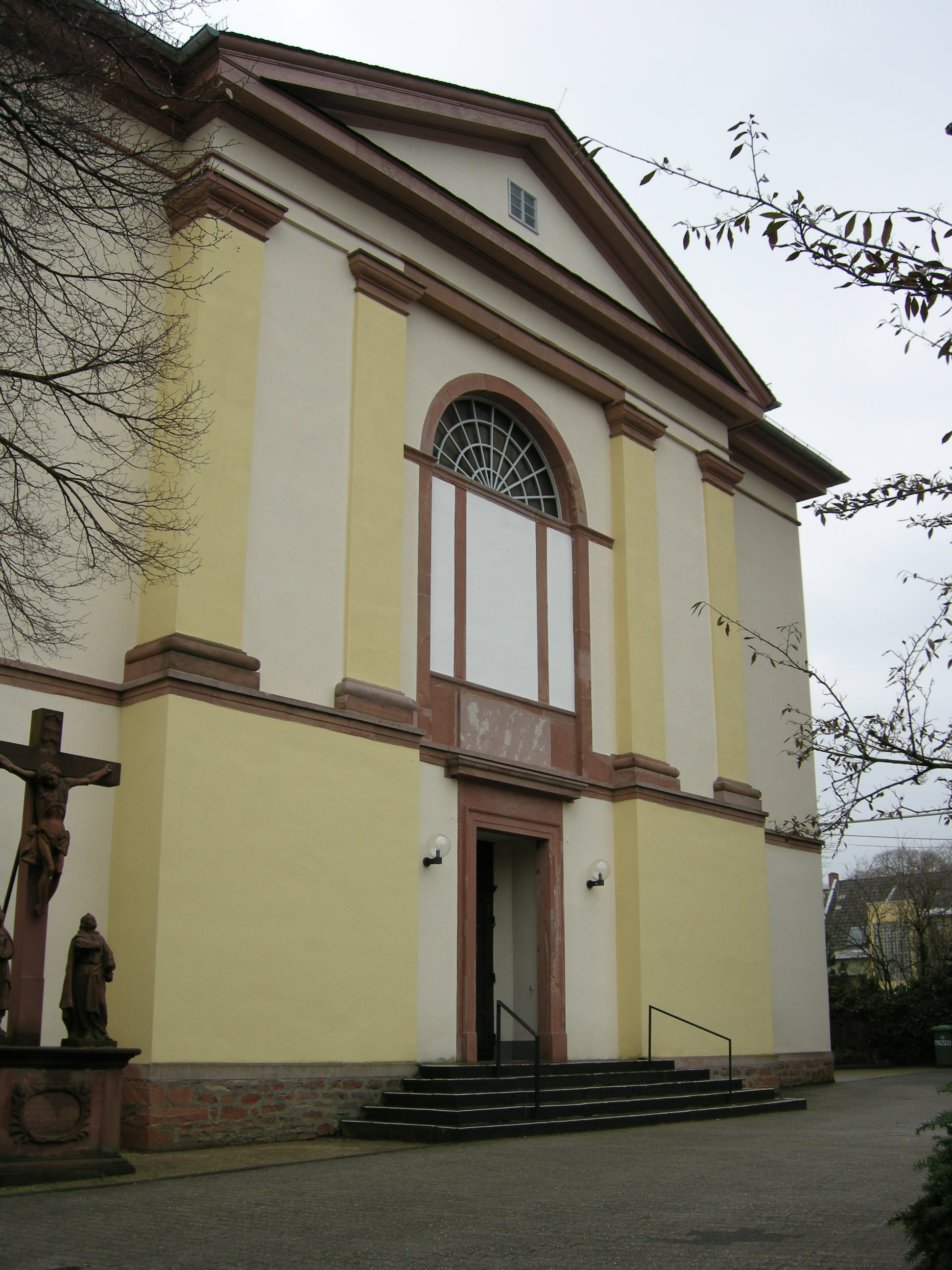
Katholische Kirche St. Dionysius in Sindlingen
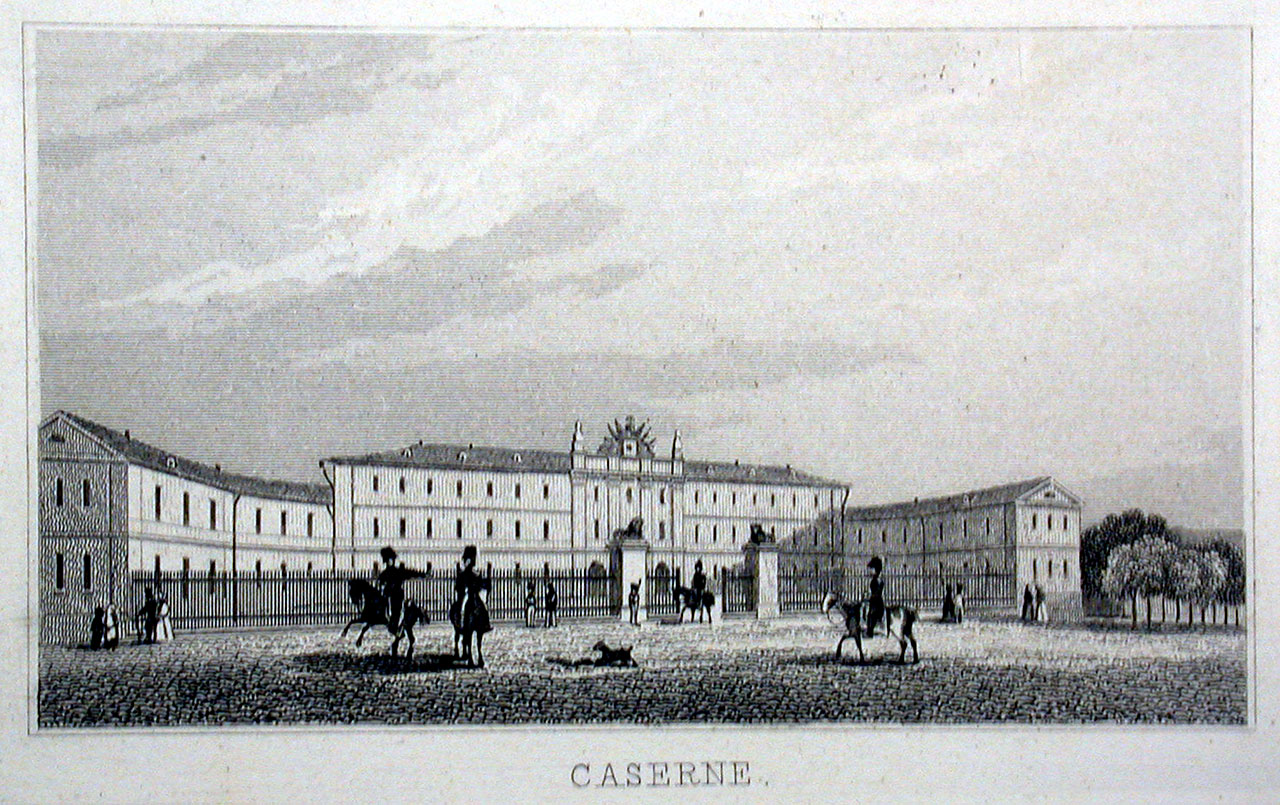
Infanteriekaserne in Wiesbaden